# زوی زمیر
زوی زمیر (عبری: צבי זמיר‎) (زادهٔ ۳ مارس ١٩٢۵ – درگذشتهٔ ٢ ژانویهٔ ٢٠٢۴) نظامی اهل اسرائیل بود که ۱۹۶۸ تا ۱۹۷۴ ریاست سازمان موساد را برعهده داشت.
زوی زمیر در ۲ ژانویه ۲۰۲۴، در سن ۹۸ سالگی درگذشت.

## واقعه المپیک مونیخ
در تاریخ ۵ سپتامبر ۱۹۷۲ اسرائیل در پیامی فوری و محرمانه به سفیرش در بن (پایتخت آلمان غربی) اعلام کرد: «دولت اسرائیل با تروریست‌ها مذاکره نخواهد کرد و توقع دارد که مقامات آلمان هر چه در توان دارند برای نجات گروگان‌ها انجام دهند.»
به دنبال اصرار اسرائیل برای حمله به گروگان‌ها، زوی زمیر در گزارشی به نخست‌وزیر و سایر مقامات بلندپایهٔ اسرائیل گفته‌است: «حتی حداقل تلاش را برای نجات جان گروگان‌ها انجام ندادند. حتی حداقل خطر کردن را برای نجات افراد خودشان و افراد ما انجام ندادند.»